# لاک‌پشت‌های نینجا
لاک‌پشت‌های نینجا با نام کامل لاک‌پشت‌های نینجای جهش‌یافته نوجوان (به انگلیسی: Teenage Mutant Ninja Turtles) (که با نام اختصاری TMNT نیز شناخته می شود) یک فرنچایز سرگرمی است که در سال ۱۹۸۳ توسط نویسندگان کتاب‌های کمیک آمریکایی پیتر لِِیرد و کوین ایستمن ایجاد شد. این مجموعه لئوناردو، رافائل، داناتلو و مایکل‌آنجلو، چهار برادر لاک‌پشت جهش‌یافته و انسان‌گونه را دنبال می‌کند که نینجوتسو را از یک موش به نام اسپلینتر که مانند آن‌ها جهش‌یافته‌است آموخته‌اند و در شهر نیویورک با شرارت مبارزه می‌کنند.
ایستمن و لرد این شخصیت‌ها را به عنوان تقلیدی از عناصر رایج در کمیک‌های ابرقهرمانی در آن زمان تصور کردند. در سال ۱۹۸۴، آنها میراژ استدیوز را تأسیس کردند و اولین نشریهٔ لاک‌پشت‌های نینجای جهش‌یافته نوجوان را در سال ۱۹۸۴ منتشر کردند. این یک موفقیت شگفت‌انگیز بود. آنها پروانهٔ شخصیت‌ها را به پلی‌میتس تویز دادند، که خط تولیدی از اکشن فیگورهای لاک‌پشت‌ها را توسعه داد. حدود ۱٫۱ میلیارد دلار آمریکا از اسباب بازی‌های لاک‌پشت‌ها بین سال‌های ۱۹۸۸ و ۱۹۹۲ فروخته شد و آنها را به عنوان سومین آدمک‌های عروسکی پرفروش تاریخ در آن زمان تبدیل کرد.
این اکشن فیگورها با اولین مجموعهٔ انیمیشنی لاک‌پشت‌ها که در سال ۱۹۸۷ نمایش داده شد و تقریباً یک دهه پخش شد، تبلیغ شدند. در برخی از مناطق اروپایی، کلمهٔ «نینجا» در نام با «قهرمان» به دلیل معانی خشونت‌آمیز جایگزین شد. سه فیلم لایو اکشن در دهه ۱۹۹۰ منتشر شد. اولین فیلم در آن زمان تبدیل به پرفروش‌ترین فیلم مستقل شد. در سال ۲۰۰۹، فرنچایز لاک‌پشت‌ها توسط نیکلودئون، یکی از شرکت‌های تابعهٔ ویاکام خریداری شد. ویاکام یک مجموعهٔ کمیک جدید، دو فیلم جدید لایو اکشن و مجموعه‌های انیمیشن جدید را سفارش داد. این فرنچایز با چندین مجموعهٔ پویانمایی، فیلم، بازی ویدئویی، اسباب‌بازی و دیگر محصولات ادامه یافته‌است.

## تاریخچه

### ۱۹۸۳–۱۹۸۶: مفهوم و اولین کمیک
کوین ایستمن و پیتر لِرد، نویسندگان کتاب‌های مصور، در ماساچوست با هم آشنا شدند و با هم شروع به کار روی تصویرسازی کردند. در سال ۱۹۸۳، لِرد از ایستمن دعوت کرد تا با او در دوور، نیوهمپشایر زندگی کند. در نوامبر آن سال، ایستمن یک لاک‌پشت نقابدار را ترسیم کرد که روی پاهای عقب خود و مجهز به نانچیکو ایستاده بود.

## فیلم‌ها

### فیلم‌های لایو اکشن
| فیلم                            | تاریخ انتشار | کارگردان       | فیلمنامه‌نویس                        | داستان                              | تهیه‌کننده                                                         |
| سری اصلی                        | سری اصلی     | سری اصلی       | سری اصلی                            | سری اصلی                            | سری اصلی                                                          |
| ------------------------------- | ------------ | -------------- | ----------------------------------- | ----------------------------------- | ----------------------------------------------------------------- |
| لاک‌پشت‌های نینجا                 | ۳۰ مارس ۱۹۹۰ | استیو بارون    | تاد دبلیو لانگن وبابی هربک          | بابی هربک                           | سایمون فیلدز، دیوید چان و کیم داوسون                              |
| لاک‌پشت‌های نینجا ۲: راز اوز      | ۲۲ مارس ۱۹۹۱ | مایکل پرسمن    | تاد دبلیو لانگن                     | تاد دبلیو لانگن                     | توماس کی گری، کیم داوسون و دیوید چان                              |
| لاک‌پشت‌های نینجا ۳               | ۱۹ مارس ۱۹۹۳ | استوارت گیلارد | استوارت گیلارد                      | استوارت گیلارد                      | توماس کی گری، کیم داوسون و دیوید چان                              |
| سری راه‌انداری مجدد              |              |                |                                     |                                     |                                                                   |
| لاک‌پشت‌های نینجا                 | ۸ اوت ۲۰۱۴   | جاناتان لیبسمن | جاش اپلبام، آندره نمک وایوان داگرتی | جاش اپلبام، آندره نمک وایوان داگرتی | مایکل بی، اندرو فرم، برد فولر، گالن واکر، اسکات مدنیک و یان برایس |
| لاک‌پشت‌های نینجا: خارج از سایه‌ها | ۳ ژوئن ۲۰۱۶  | دیو گرین       | جاش آپلبام و آندره نمک              | جاش آپلبام و آندره نمک              | مایکل بی، اندرو فرم، برد فولر، گالن واکر و اسکات مدنیک            |

### پویانمایی
| فیلم                                        | تاریخ انتشار   | کارگردان                  | فیلمنامه‌نویس              | داستان                    | تهیه‌کننده                         |
| ------------------------------------------- | -------------- | ------------------------- | ------------------------- | ------------------------- | --------------------------------- |
| لاک‌پشت‌های نینجا                             | ۲۳ مارس ۲۰۰۷   | کوین مونرو                | کوین مونرو                | کوین مونرو                | توماس کی گری، گالن واکر و پل وانگ |
| لاک‌پشت‌ها برای همیشه                         | ۲۱ نوامبر ۲۰۰۹ | روی بوردین و لوید گلدفاین | روی بوردین و لوید گلدفاین | روی بوردین و لوید گلدفاین | سارا سی. نسبیت                    |
| بتمن در برابر لاک‌پشت‌های نینجا               | ۳۱ مارس ۲۰۱۹   | جیک کاستورنا              | مارلی هالپرن-گریزر        | مارلی هالپرن-گریزر        | بن جونز                           |
| ظهور لاک‌پشت‌های نینجای جهش‌یافته نوجوان: فیلم | ۵ اوت ۲۰۲۲     | انت وارد و اندی سوریانو   | تونی گاما-لوبو و ربکا می  | تونی گاما-لوبو و ربکا می  | ولادیمیر رادف و اندی سوریانو      |
| لاک‌پشت‌های نینجا: آشوب جهش‌یافته              | ۴ اوت ۲۰۲۳     | جف رو                     | برندن اوبراین             | برندن اوبراین             | ست روگن، اوان گلدبرگ و جیمز ویور  |

### مجموعه‌های تلویزیونی
| سال  | عنوان                                   | مدت                              |  |
| ---- | --------------------------------------- | -------------------------------- |  |
| ۲۰۰۳ | لاک‌پشت‌های نینجا (مجموعه تلویزیونی ۲۰۰۳) | ۸ فوریه ۲۰۰۳ — ۲۳ مه ۲۰۰۹        |  |
| ۲۰۱۲ | لاک‌پشت‌های نینجا (مجموعه تلویزیونی ۲۰۱۲) | ۲۸ سپتامبر ۲۰۱۲ — ۱۲ نوامبر ۲۰۱۷ |  |
| ۲۰۱۸ | ظهور لاک‌پشت‌های نینجا جهش یافته نوجوان   | ۲۰ ژوئیه ۲۰۱۸ — ۷ اوت ۲۰۲۰       |  |